# تجربة ليثيوم توكاماك
تعد تجربة الليثيوم توكاماك (LTX) ، وسابقتها ، تحسين تجربة دفع التيار (CDX-U) ، أجهزة مخصصة لدراسة الليثيوم السائل كمكون يواجه البلازما plasma-facing component (PFC) في مختبر برينستون لفيزياء البلازما .

## فوائد الليثيوم كمكون يواجه البلازما
إحدى القضايا البحثية الجارية لتطوير طاقة الاندماج التجاري هي اختيار المواد للأجزاء المواجهة للبلازما في وعاء المفاعل ، والمعروف أيضًا بالجدار الأول. تعمل معظم المفاعلات في فراغ شديد ، وبالتالي تتطلب في بنيتها مواد عالية القوة لمقاومة الضغط الداخلي للمغناطيسات مقابل الداخل الفارغ. المواد النموذجية لذلك هي تلك المستخدمة في العمليات الكيميائية والذرية الأخرى ، مثل سبائك الصلب المختلفة.
لسوء الحظ فإن هذه المواد نفسها لها عدد من العيوب عند استخدامها في مفاعلات الاندماج. تتمثل إحدى المشكلات الرئيسية في أنه عندما يضرب وقود الاندماج الهارب المادة التي تبرد ، ويعود إلى كتلة الوقود عند درجة حرارة منخفضة ويبرد الوقود ككل. يُعرف هذا باسم "إعادة التدوير". والسألة والأخرى هي أن هذه التفاعلات يمكن أن تتسبب أيضًا في تشظي ذرات المعادن ، وبسبب كتلتها الذرية العالية ، أو "ارتفاع Z" ، فإنها تنتج كميات وفيرة من الأشعة السينية التي تبرّد وقود البلازما عند تسخينها.
تتمثل إحدى الميزات الجذابة الليثيوم السائل كمكون يواجه البلازما في أنه يقضي فعليًا على إعادة التدوير. هذا لأن الليثيوم له تفاعل كيميائي عالي مع الهيدروجين الذري ، والذي يتم الاحتفاظ به بعد ذلك في مكون مواجهة البلازما. بالإضافة إلى ذلك ، يحتوي الليثيوم على عدد ذري منخفض Z. وهذا يعطي أقل خسارة ممكنة للطاقة بسبب الإشعاع من مادة المواجهة التي قد تنتهي في البلازما ، لأن شدة الإشعاع تزداد بقوة مع زيادة الرقم الذري Z. وأخيرًا ، يمكن لليثيوم السائل المتدفق أيضًا التعامل مع كثافة طاقة عالية متوقعة على جدران المفاعل.

## أداء التوكاماك
حصلت جميع التوكاماك الرئيسية على أفضل أداء لها في ظل ظروف إعادة التدوير المنخفضة. إذا كان من الممكن تحقيق جدار غير قابل لإعادة التدوير بالكامل ، فإن النظرية تتوقع أن الطبيعة الأساسية للحبس المغناطيسي ستتغير.  مقادير درجة الحرارة والكثافة ، وتوزيعات تيار البلازما ، من المحتمل أن تقضي على عدم استقرار البلازما . علاوة على ذلك ، سيتم تقليل آليات النقل التي تسبب فقدان الطاقة والجسيمات ، ويمكن أن ينتج عن ذلك بلازما ذات احتباس أعلى للطاقة. 

## CDX-U

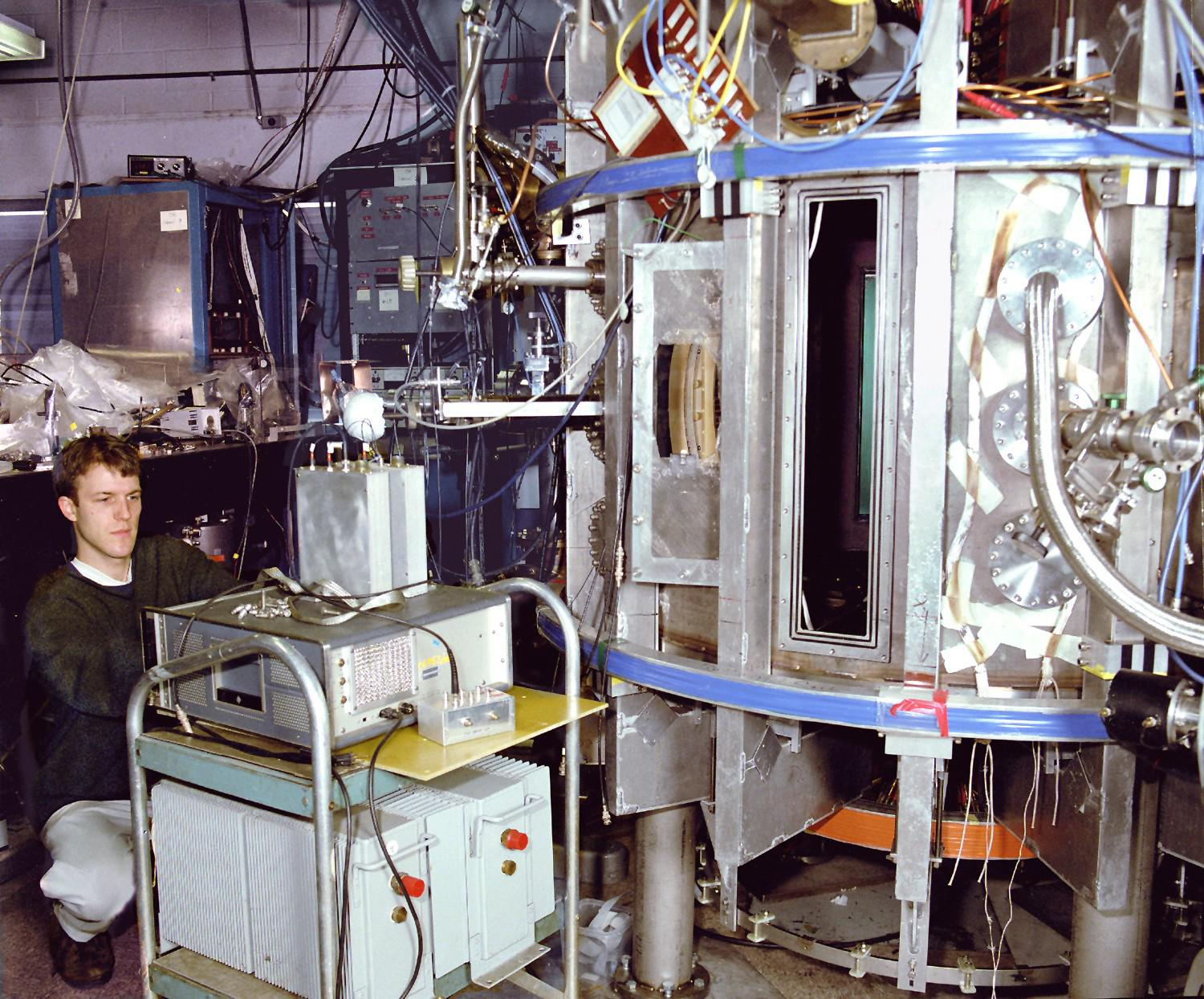
عالم من مختبر PPPL يعمل على تجربة CDX-U

عملت في مختبر PPPL من 2000 إلى 2005. 
كأول اختبار للليثيوم السائل PFC بمساحة كبيرة ، كان في التجربة CDX-U التي تحتوي على صينية حلقية في الجزء السفلي من غرفة التفريغ لاحتواء الليثيوم. حتى مع وجود PFC الجزئي غير القابل لإعادة التدوير ، تم الحصول على تحسينات كبيرة في أداء البلازما. وتم تقليل الشوائب ولوحظ تحسن كبير (x6) في حبس الطاقة في عام 2005. 

## تحويل CDX-U إلى LTX
لتحقيق المزيد من plasma-facing component الكامل غير القابل لإعادة التدوير ، تم تفكيك وعاء التفريغ CDX-U لتركيب غلاف داخلي ساخن بداخله. كانت هذه خطوة رئيسية لتحويل CDX-U إلى LTX.
كان لدى تجربة LTX أول بلازما لها في عام 2008 ، وتم تشغيلها لأول مرة بطلاء جدران من الليثيوم في عام 2010. 

### التشييد
وقد تم تصنيع القشرة من صفائح نحاسية مقاس 3/8 بوصة ، وبها بطانة من الصلب غير القابل للصدأ ملتصقة بها بطريقة متفجرة . سيتم طلاء السطح المواجه للبلازما من الفولاذ المقاوم للصدأ لغطاء الغرفة المفرغة LTX الداخلي بالليثيوم بين الطلقات ، باستخدام مبخر شعاع الإلكترون . من خلال الحفاظ على درجة حرارة الغلاف فوق نقطة انصهار الليثيوم ، فإن 90٪ من منطقة مكون مواجهة البلازما (حوالي 5 م 2) في LTX ستتكون من الليثيوم السائل غير القابل لإعادة التدوير.

## LTX- β
من 2016 إلى 2019 ، تمت تحسين LTX لتصبح التجربة LTX-β.  أدت الترقية إلى زيادة المجال المغناطيسي بحوالي الثلثين وإضافة 500 كيلوواط من تسخين شعاع الحاقن المتعادل .  تم الإبلاغ عن النتائج الأولى للمنشأة التي تمت ترقيتها في أغسطس 2020. 